# Henrik Pedersen (fodboldspiller)
 Der er flere personer med dette navn, se Henrik Pedersen.
Henrik "Tømrer" Pedersen (født 10. juni 1975) er en dansk professionel fodboldspiller, som spillede størstedelen af sin karriere for superligaklubben Silkeborg IF. Hans foretrukne position var som angriber, men han blev også brugt som både venstre back og venstre kant. Han spillede som udlandsprofessionel i England, hvor han repræsenterede Premier League-klubben Bolton Wanderers (2001-2007) og Hull City (2007-2008). Han har desuden spillet 3 A-landskampe og 5 ligalandskampe for Danmark.

## Karriere
Pedersen debuterede for Silkeborg IF tilbage i 1995 i en UEFA cup kamp mod Crusaders fra Nordirland. Herefter spillede han en del kampe under Preben Elkjær, som på daværende tidspunkt var træner for Silkeborg IF, og scorede fire mål i sin første halvsæson i Superligaen. Fra 1995 til 2001 spillede var Pedersen fast spiller for Silkeborg IF, hvor hans stærke fysik og direkte spillestil førte til mange mål. Han spillede i denne periode 152 kampe og scorede 72 mål for Silkeborg IF. To af disse mål faldt i Silkeborgs 4-1 sejr i pokalfinalen 2001 over AB.
Pedersens styrker blev også bemærket af den daværende landstræner, og tidligere Silkeborgtræner, Bo Johansson, der i december 1999 udtog Pedersen til landsholdet. Han debuterede mod Færøerne i den nyudnævnte landstræner Morten Olsens første kamp den 14. august 2000, en kamp som Danmark vandt 2-0.
I sommerpausen 2001 blev Pedersen solgt til den britiske Premier League-klub Bolton Wanderers for £650.000 (ca. 7,2 mio. kr.), og blev dermed Silkeborgs største handel til dato. Han debuterede for Bolton den 18. august 2001 og godt en måned senere scorede han sit første mål i League Cup-sejren på 4-3 over Walsall F.C. Det var dog svært at få spilletid i Bolton, og sidst i ’01/’02-sæsonen blev Pedersen lejet ud til Silkeborg IF, hvor han med fem kampe og et enkelt mål, var med til at sikre Silkeborg IFs overlevelse i Superligaen. I den efterfølgende sæson var Pedersen tilbage i England, hvor han blev fast spiller for Bolton. Pedersen spillede mest som angriber for Bolton i de første sæsoner, men blev senere også brugt som venstre back. I de seks år han spillede for Bolton blev han noteret for 143 kampe og 22 mål. I 2007 skiftede Pedersen på en fri transfer til Hull City, som på daværende tidspunkt var at finde i den næstebedste engelske række. Selvom Pedersen var en del skadet i sin første sæson for Hull City, spillede han alligevel 21 kampe og scorede 4 mål, og blev dermed en medvirkede årsag til, at Hull City ved sæsonens afslutning kunne rykke op i Premier League. I Hull City blev Pedersen primært brugt på venstrekanten, men var også ved enkelte lejligheder at finde som venstre back.
I 2008 fik Pedersen ophævet sin kontrakt med Hull City, da han af familiemæssige årsager ønskede at vende tilbage til Danmark. Her vendte han tilbage til Silkeborg IF, som han var med til at hjælpe tilbage til Superligaen. I 1. division spillede Pedersen i angrebet sammen med angrebsmakkeren Rajko Lekic, mens han efter oprykningen primært blev brugt som venstre back.
Pedersen spillede sin sidste kamp for Silkeborg IF 24. nov. 2012. Silkeborg tabte kampen 0-2 mod OB.

## Trivia
- Sammen med Martin Retov opfandt han jubelrutinen "Påfuglen", som man bl.a. kan se ham lave i flere FIFA-spil.
- Ejer sportspubben 'Målet' i Silkeborg.
- Er sammen med Heine Fernandez den mest scorende Silkeborg-spiller i Superligaen.
- Fik tilnavnet ’Tømrer’ da han som juniorspiller arbejdede som fejedreng, og han mødte altid op til træning i tømrerarbejdsbukser.
- I Vinterpausen 2009 blev han udnævnt til anfører for Silkeborg IF.
- Er den mest scorende Silkeborg-angriber på Silkeborg Stadion.